# Máximo Perrone
Máximo Perrone (nascut el 7 de gener de 2003) és un futbolista professional argentí que juga com a migcampista defensiu al Como 1907.

## Carrera de club

### Vélez Sarsfield
Perrone va debutar professionalment amb el Vélez Sarsfield el 6 de març de 2022 en un partit contra l'Estudiantes. El 18 de maig de 2022 va marcar el seu primer gol com a professional en el partit de la Copa Libertadores contra el Nacional.

### Manchester City
El 23 de gener de 2023, va signar un contracte de cinc anys i mig amb el Manchester City per uns 8 milions de lliures i va fitxar pel club després de la conclusió del Campionat Sud-americà sub-20 de 2023. El 25 de febrer, va fer el seu debut a la Premier League en una victòria fora de casa per 4-1 contra el Bournemouth, substituint Erling Haaland al minut 72.

#### Cessió a Las Palmas
El 23 d'agost de 2023, Perrone es va incorporar oficialment a la UD Las Palmas de la primera divisió cedit durant tota la temporada 2023-24.

## Carrera internacional
Perrone va representar l'Argentina a nivells sub-16 i sub-20.
El març de 2023, va rebre la seva primera convocatòria a la selecció argentina sènior pel tècnic Lionel Scaloni per a dos partits amistosos contra el Panamà i Curaçao.

## Palmarès
Manchester City
- Copa FA: 2022–23[12]
- UEFA Champions League: 2022–23[13]
- Supercopa de la UEFA: 2023[14]